# Demba Touré
Demba Armand Tourézé, meglio noto come Demba Armand Touré (Dakar, 31 dicembre 1984), è un ex calciatore senegalese, di ruolo attaccante.
Di nome Demba Armand Tourézé, a 20 anni decise di eliminare l'ultima sillaba del proprio cognome durante l'iscrizione alla FIFA.